# 泰德·希尔 (澳大利亚共产主义者)
爱德华·弗勒·希尔（英語：Edward Fowler Hill；1915年4月23日—1988年2月1日）是一位澳大利亚律师和共产主义活动家，澳大利亚共产党（马列）创始人。他在1964年—1986年担任澳大利亚共产党（马列）主席。

## 个人历史
爱德华·弗勒·希尔于1915年4月23日出生于澳大利亚维多利亚州米尔迪拉镇，他的父亲是詹姆斯·希尔（James Hill），汉密尔顿高中的校长，母亲是爱丽丝·希尔（Alice Hill）。希尔也就读于汉密尔顿高中。中学毕业后，他在当地律师，同时也是当地的工党议员比尔·斯莱特（Bill Slater）的公司担任职员。1933年，他移居墨尔本，考入墨尔本大学学习法律。尽管他曾因学术而获奖，但他直到1981年才取得法律学位。在墨尔本大学学习期间，他成为了一名共产主义者并加入了澳大利亚共产党。
1938年，他获得澳大利亚出庭律师和事务律师的执业资格，并很快成为澳大利亚共产党的主要法律人物，曾在几起著名的审判中为该党及党员辩护。 1951年，他为小说家弗兰克·哈迪（Frank Hardy）就其小说《没有荣耀的权力》（Power Without Glory）提起的刑事诽谤诉讼提供法律咨询。希尔还在1954年调查苏联在澳间谍活动的皇家委员会中代表澳大利亚共产党（彼得罗夫事件）。

### 分裂
20世纪50年代，希尔担任澳大利亚共产党维多利亚州书记。20世纪60年代初中苏交恶时，希尔支持中国共产党的立场，而以澳共总书记兰斯·夏基为首的澳大利亚共产党多数派则支持苏联。希尔于1963年被开除出澳大利亚共产党，并于1964年3月成立了澳大利亚共产党（马列），带走了澳大利亚共产党在维多利亚州的许多激进成员。在澳大利亚普通选民中，澳大利亚共产党（马列）的吸引力可以忽略不计。
希尔完全支持中国共产党的路线，直到1976年毛泽东去世。但在1972年中国对外政策从世界革命转向与美国结盟之后，共产党（马列）失去了许多支持者和追随者，尤其是激进的学生。希尔曾前往民主柬埔寨并会见了波尔布特。1976年12月，他还会见了刚刚成为中国共产党主席的华国锋。 邓小平集团在中国掌权后，澳大利亚共产党（马列）不再支持中国的政策，而成为“澳大利亚的独立”的支持者，这导致1978年澳大利亚共产党（马列）的分裂。
希尔作为一名共产党员享有盛誉，同时也因他长期而杰出的法律生涯成为澳大利亚最著名的工人赔偿律师之一并备受推崇。1988年2月1日希尔在墨尔本去世后，他受到了工会、法官和其他律师的广泛赞扬，但他们中的大多数人并不认同他的政治观点。
澳共（马列）主席希尔曾多次访华，曾与毛泽东和邓小平、华国锋等人会面。

## 著作
希尔著有一些关于澳大利亚和马克思主义的书：
《革命与澳大利亚国家》
《澳大利亚的经济危机——出路》等，

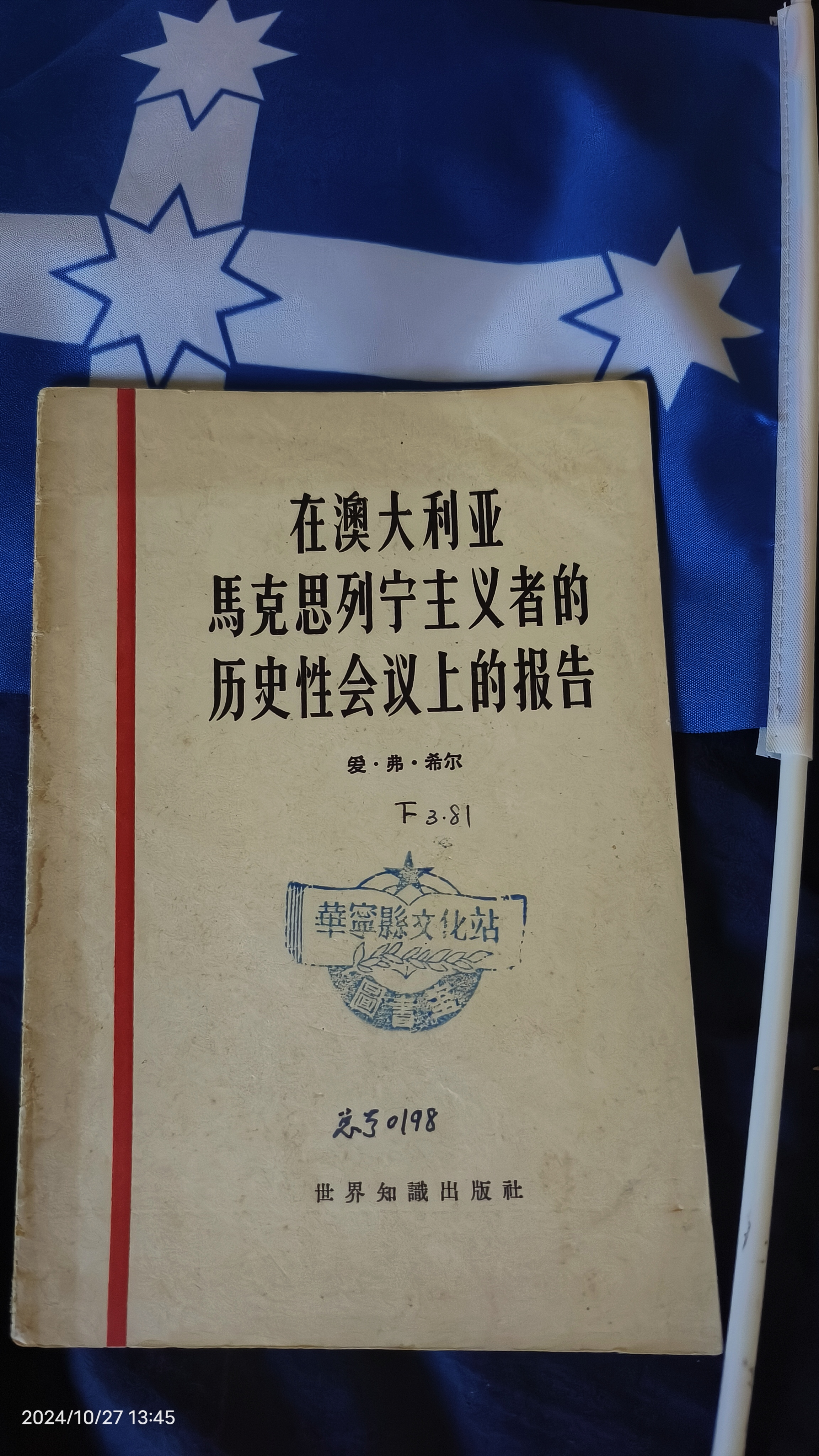
《在澳大利亚马克思列宁主义者的历史性会议上的报告》

他的著作可以在马克思主义文库和澳大利亚共产党（马列）的官网上找到。同时，世界知识出版社以中文出版了《在澳大利亚马克思列宁主义者的历史性会议上的报告》《阿隆斯的修正主义》等小册子。

## 影响
他与马克思、恩格斯、列宁、斯大林、毛泽东一同被澳大利亚共产党（马列）尊为党的理论导师。